# Vom Geist der Gesetze

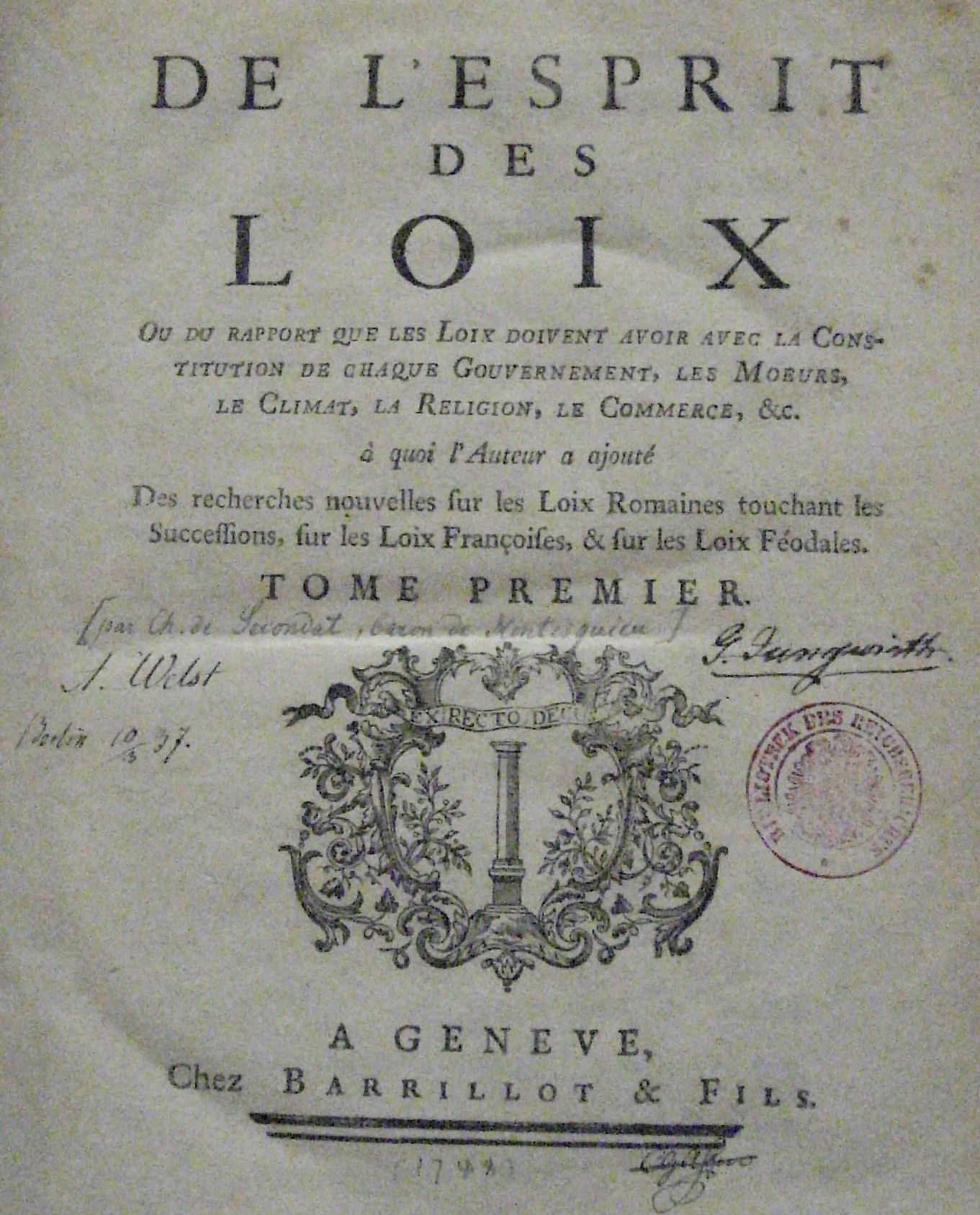
Titelblatt der Erstausgabe von De l’esprit des loix

Das Buch Vom Geist der Gesetze von Charles de Secondat, Baron de Montesquieu wurde 1748, in der Frühzeit der Aufklärung, unter dem französischen Originaltitel De l’esprit des loix in Genf erstveröffentlicht. Die Erstveröffentlichung erfolgte anonym, weil Montesquieus Werke der Zensur unterlagen, und tatsächlich wurde das Buch 1751 auf den Index gesetzt.
Der Geist der Gesetze ist ein Schlüsseltext der Aufklärung und Montesquieus Hauptwerk. Der französische Untertitel der Originalausgabe zeigt schon den Umfang der bearbeiteten Themengebiete auf: Ou du rapport que les Loix doivent avoir avec la Constitution de chaque Gouvernement, les Moeurs, le Climat, la Religion, le Commerce &c., à quoi l’Auteur a ajouté des recherches nouvelles sur les Loix Romaines touchant les Successions, sur les Loix Françoises et sur les Loix Féodales (deutsch: „Oder von der Beziehung, welche die Gesetze zur Verfassung einer jeden Regierung, zu den Sitten, zum Klima, der Religion, dem Handel usw. aufweisen müssen, wozu der Autor noch neue Untersuchungen über die römischen Erbfolgegesetze, die französischen Gesetze und die Lehensgesetze hinzugefügt hat“).

## Inhalt
Die Grundlage für das Buch bilden Montesquieus  Studien über Aufstieg und Fall des Römischen Reiches. Anders als die christliche Geschichtsphilosophie, die den Niedergang Roms als das Werk göttlicher Vorsehung betrachtete, wollte Montesquieu eine sachbezogene Erklärung finden. Diese Einsichten hat er im Geist der Gesetze zu einer Staats- und Gesellschaftstheorie ausgeformt und versucht, die bestimmenden Faktoren zu definieren, gemäß derer einzelne Staaten ihr jeweiliges Regierungs- und Rechtssystem entwickelt haben. Aus diesen Faktoren ergibt sich der „allgemeine Geist“ („esprit général“) einer Nation und diesem wiederum entspricht der Geist ihrer Gesetze. Deren Gesamtheit ist nach Montesquieu also nicht eine quasi beliebige Summe von Gesetzen, sondern Ausdruck des natürlichen Umfeldes, der Geschichte und des „Charakters“ eines Volkes.

### Erster Teil: Regierungslehre
Der erste Teil des Werkes stellt eine Regierungslehre dar. Dabei schlägt Montesquieu eine neue Klassifikation der Regierungsformen vor, die entscheidend von der bis dahin allgemein vertretenen aristotelischen abweicht. Er unterscheidet Republik, Monarchie und Despotie.

„Republikanisch ist diejenige Regierung bei der das Volk als Körperschaft beziehungsweise nur ein Teil des Volkes die souveräne Macht besitzt. Monarchie ist diejenige Regierung, bei der ein einzelner Mann regiert, jedoch nach festliegenden und verkündeten Gesetzen, wohingegen bei der despotischen Regierung ein einzelner Mann ohne Regel und Gesetz alles nach seinem Willen und Eigensinn abrichtet.“

Das wesentliche Unterscheidungsmerkmal ist nicht die Anzahl der Regierenden, sondern, ob nach Gesetzen regiert wird, wie in Republik und Monarchie, oder ohne Gesetze wie in der Despotie. Daneben unterscheiden sich die Regierungsformen, wie auch bei Aristoteles, durch die Anzahl der Regierenden. Die Republik ist Demokratie oder Aristokratie, je nachdem ob „das Volk als Körperschaft die souveräne Macht besitzt“ (ebd., Kap. 2), oder nur ein Teil des Volkes, namentlich die Aristokraten. Wenn nur einer herrscht, ist die Regierung Monarchie oder Despotie, je nachdem, ob nach Gesetzen regiert wird oder nicht. 
Mit seiner Beschreibung der Monarchie als einer an Gesetze gebundenen Regierungsform gilt Montesquieu als einer der Begründer der Idee der konstitutionellen Monarchie.
Montesquieu unterscheidet die Natur der einzelnen Regierungsformen von ihrem Prinzip. 

„Zwischen der Natur der Regierung und ihrem Prinzip besteht folgender Unterschied: Ihre Natur macht sie zu dem, was sie ist, ihr Prinzip bringt sie zum Handeln. Das eine ist die besondere Struktur, das andere sind die menschlichen Leidenschaften, die sie in Bewegung setzen.“

Das Prinzip der Demokratie ist die Tugend, jenes der Aristokratie die Selbstzucht, das der Monarchie die Ehre und das der Despotie der Terror.

### Zweiter Teil: Gewaltenteilung
Im zweiten Teil des Werkes legt der Aufklärer seine Gewaltenteilungslehre dar. Er stellt die Frage, ob es möglich ist, eine Gesellschaft zu schaffen, in der der Bürger frei ist, und bejaht die Frage:

„Ein Staat kann so aufgebaut werden, dass niemand gezwungen ist, etwas zu tun, wozu er nach dem Gesetz nicht verpflichtet ist, und niemand gezwungen ist, etwas zu unterlassen, was das Gesetz gestattet.“

„Es gibt ferner keine Freiheit, wenn die richterliche Gewalt nicht von der gesetzgebenden und vollziehenden getrennt ist. Ist sie mit der gesetzgebenden Gewalt verbunden, so wäre die Macht über Leben und Freiheit der Bürger willkürlich, weil der Richter Gesetzgeber wäre. Wäre sie mit der vollziehenden Gewalt verknüpft, so würde der Richter die Macht eines Unterdrückers haben.“

Die Freiheit als Bürgerrecht sei dann gegeben, wenn der staatliche Zwang ausschließlich auf die Gesetze beschränkt wird. Wenn der Staat nur noch den gesellschaftlich unbedingt notwendigen Zwang ausübt, ist die maximal mögliche bürgerliche Freiheit gegeben. Die erste Bedingung für bürgerliche Freiheit ist also, dass die Regierenden an Gesetze gebunden werden. Die zweite Bedingung aber ist, den Regierenden auch die Macht über die Gesetze zu nehmen. „Es wäre nämlich zu befürchten, daß derselbe Monarch oder derselbe Senat tyrannische Gesetze erließe und dann tyrannisch durchführte“ (ebd., Kap. 6), dass also die Willkürakte der Herrschenden zwar in Gesetze gekleidet werden, doch trotzdem Willkürakte sind. Deshalb, so Montesquieu, muss die legislative von der exekutiven Befugnis getrennt werden. Die Gesetze beschränken den die bürgerliche Freiheit gefährdenden Zwang, den die Herrschenden auf die Bürger ausüben, nur dann auf das unbedingt Notwendige ein, wenn sie deren Willkür entzogen werden. Seine Gewaltenteilungslehre entwirft er am Beispiel der englischen Verfassung. Seine Ausführungen beschreiben aber kaum die damaligen englischen Verhältnisse, vielmehr stellen sie ein Idealbild dar, auf der Grundlage der englischen Verhältnisse entworfen.

### Dritter Teil: Ursachen der Gesetze
Im dritten Teil schließlich zeigt Montesquieu die „natürlichen“ Ursachen der Gesetze in klimatischen Verhältnissen und dem „esprit général“, dem Generalgeist der Völker auf.

## Deutschsprachige Ausgabe
- Kurt Weigand (Auswahl der Texte, Übersetzung, Einleitung). Reclams Universal-Bibliothek, 8953/57. Philipp Reclam, Stuttgart 1965; durchgesehene und bibliographisch ergänzte Neuausgabe: 2011, ISBN 978-3-15-008953-8. 443 Seiten.